# 安德里亚斯·霍尔特纳戈尔
安德里亚斯·霍尔特纳戈尔（1942年11月28日—），生于勃伦尔山附近的马特莱镇，是奥地利的一位政治家。
安德里亚斯·霍尔特纳戈尔于1980年至1992年出任勃伦尔山畔格里斯市（Gries am Brenner）市长。 
霍尔特纳戈尔因为他与前任市长雅格布·施特里科纳（Jakob Strickner）的矛盾而声名远扬。后者在德国杂志《多彩》（Bunte）中自我吹嘘，曾经帮助约瑟夫·门格尔取所谓的“鼠径”逃往意大利。当时任市长的霍尔特纳戈尔为这位前任的行为感到十分羞愧，向大屠杀的幸存者道歉。施特里科纳控告他侵犯了自己的个人名誉，不过此控诉在法庭上没有获得成功。
1991年，任市长的霍尔特纳戈尔接受主教莱茵霍尔德·施特歇尔（Reinhold Stecher）的建议，在自己的辖区勃伦尔山畔格里斯市建立了奥地利第一个残疾人与非残疾人共居的方舟社区（L’Arche Gemeinschaft）。在他的极力主张下，勃伦尔山畔格里斯市成为奥地利第一个接纳了20个罗马里亚难民的市镇，随后他在1992年的市长竞选中落选。然而因斯布鲁克大学（Universität Innsbruck）和因斯布鲁克教区却因为他的政治热情对他进行了嘉奖。
1992年他与安德里亚斯·麦斯令尔一起建立了战争纪念协会，促成奥地利青年参与国外的大屠杀纪念碑的建设工作。从2000年起他担任奥地利国外服务协会的副主席。